# Táo Pacific Rose
Pacific Rose là nhãn hiệu có thể được sử dụng cho giống táo 'Sciros' được thuần hóa. Nhãn hiệu được quản lý bởi ENZA, (Hội đồng tiếp thị Apple và Pear của New Zealand). Theo Orange Pippin, đây là một loại táo tráng miệng chất lượng cao thu hoạch vào cuối mùa hấp dẫn, một giống lai giữa táo 'Gala' và 'Splendor', chủ yếu giống như loại đó.
Táo này chủ yếu có vị ngọt với rất ít axit, thường được so sánh với táo 'Fuji' về hương vị, và giữ độ tươi rất tốt trong việc bảo quản.
Sự sắp xếp cấp phép cho loại táo này đã gây tranh cãi, với táo Chile được bán trên thị trường mà không được chấp thuận.